# Te-Rap-Ja
Te-Rap-Ja – pierwszy album studyjny duetu hip-hopowego WSZ-CNE. Wydawnictwo ukazało się 10 października 2002 roku  nakładem wytwórni muzycznej Warner Music Poland. Płytę poprzedził wydany we wrześniu 2002 roku singel pt. "Każdy szczegół". Piosenka dotarła do 59. miejsca Szczecińskiej Listy Przebojów Polskiego Radia. Oprawę graficzną albumu wykonał Grzegorz "Forin" Piwnicki.

## Lista utworów
Opracowano na podstawie materiału źródłowego.
1. "Cierpliwy (Intro)" (gościnnie: Filip, fortepian: Rei, scratche: DJ Feel-X, mastering, prod.: Majki) - 3:36
2. "Każdy szczegół" (scratche: DJ Bart, DJ Feel-X, prod.: Korzeń, mastering: Majki) - 4:44
3. "Retrospekcja" (prod.: Korzeń, mastering, prod.: Majki) - 3:47
4. "Od jakiegoś czasu" (scratche: DJ Feel-X, mastering, prod.: Majki) - 5:24
5. "Z trzech złóż" (gościnnie: Malajka, scratche: DJ Feel-X, trąbka: Korzeń, prod.: Korzeń, mastering, prod.: Majki) - 3:09
6. "Co myślą (Skit)" (prod.: Korzeń, mastering: Majki) - 1:10
7. "Jak" (prod.: Tede, scratche: DJ Feel-X, mastering: Majki) - 3:50
8. "Chcą ciągnąć od nas" (mastering, prod.: Igor) - 4:17
9. "Nocny spacer" (wiolonczela: DJ Kostek, prod.: Korzeń, mastering: Majki) - 3:23
10. "SOS (Skit)" (mastering, prod.: Majki) - 0:40
11. "Nerwy" (wiolonczela: DJ Kostek, gościnnie: JWP, scratche: DJ DFC, mastering, prod.: Majki) - 5:13
12. "Wielkie miasto" (gitara: Siwy, prod.: Korzeń, mastering, prod.: Majki) - 5:24
13. "Kiedy czujesz ból" (mastering, prod.: Igor, śpiew: Gutek) - 4:16
14. "Rap reporter" (prod.: DJ Feel-X, mastering: Majki) - 3:17
15. "Rapowe ziarno" (gościnnie: Malajka, prod.: Korzeń, mastering: Majki) - 3:47
16. "Outro" (mastering, prod.: Majki) - 1:36